# Lettonia ai IV Giochi olimpici invernali
La Lettonia partecipò ai IV Giochi olimpici invernali, svoltisi a Garmisch-Partenkirchen, Germania, dal 6 al 16 febbraio 1936, con una delegazione di 26 atleti impegnati in sei discipline.